# Banchory
Banchory (in gaelico scozzese Beannchar) è un burgh di circa 6.000 abitanti della Scozia orientale, facente parte dell'area amministrativa dell'Aberdeenshire. Si trova a circa 29 km ad ovest di Aberdeen, presso il punto in cui il Water of Feugh incontra il fiume Dee.

## Preistoria e archeologia
Nel 2009 un agricoltore scoprì una piccola cista funeraria; gli archeologi che furono chiamati per gli scavi scoprirono che era un sito appartenente alla cultura del vaso campaniforme. Le analisi al radiocarbonio datarono il sito tra il 2330 e il 2040 avanti Cristo. Le analizi agli isotopi dei resti umani indicarono che erano vissuti su geologia basaltica, come quella della regione, oppure sul chalk, il che significava che erano locali oppure potevano essere giunti dallo Yorkshire. Le analisi residue del pentolame trovarono che avevano contenuto burro o latte.

## Storia
Si pensa che il nome derivi da un antico insediamento cristiano fondato da San Ternano, seguace di san Niniano. La tradizione riporta che stabilì il suo insediamento sulle rive del fiume Dee su quello che divenne poi il terreno sacro della parrocchia medievale di Banchory-Ternan. Il villaggio e la parrocchia mantennero il nome fino agli anni '70. La forma originale gaelica è quasi identica a quella di Bangor, di significato simile, e anche di un sito di un monastero nell'Irlanda del Nord. Le reliquie associate a San Ternano furono preservate da custodi ereditari a Banchory fino alla Riforma scozzese. Due lastre incrociate del primo Cristianesimo si trovano ancora oggi presso il terreno della prima chiesa; una è murata all'interno di un obitorio nel terreno ecclesiale, e presenta due croci incise in una lastra di granito rosa consunta. L'altra si trova in una croce inanellata di una reliquia, murata nella parete che sta di fronte alla strada principale fuori dalla chiesa.

## Descrizione

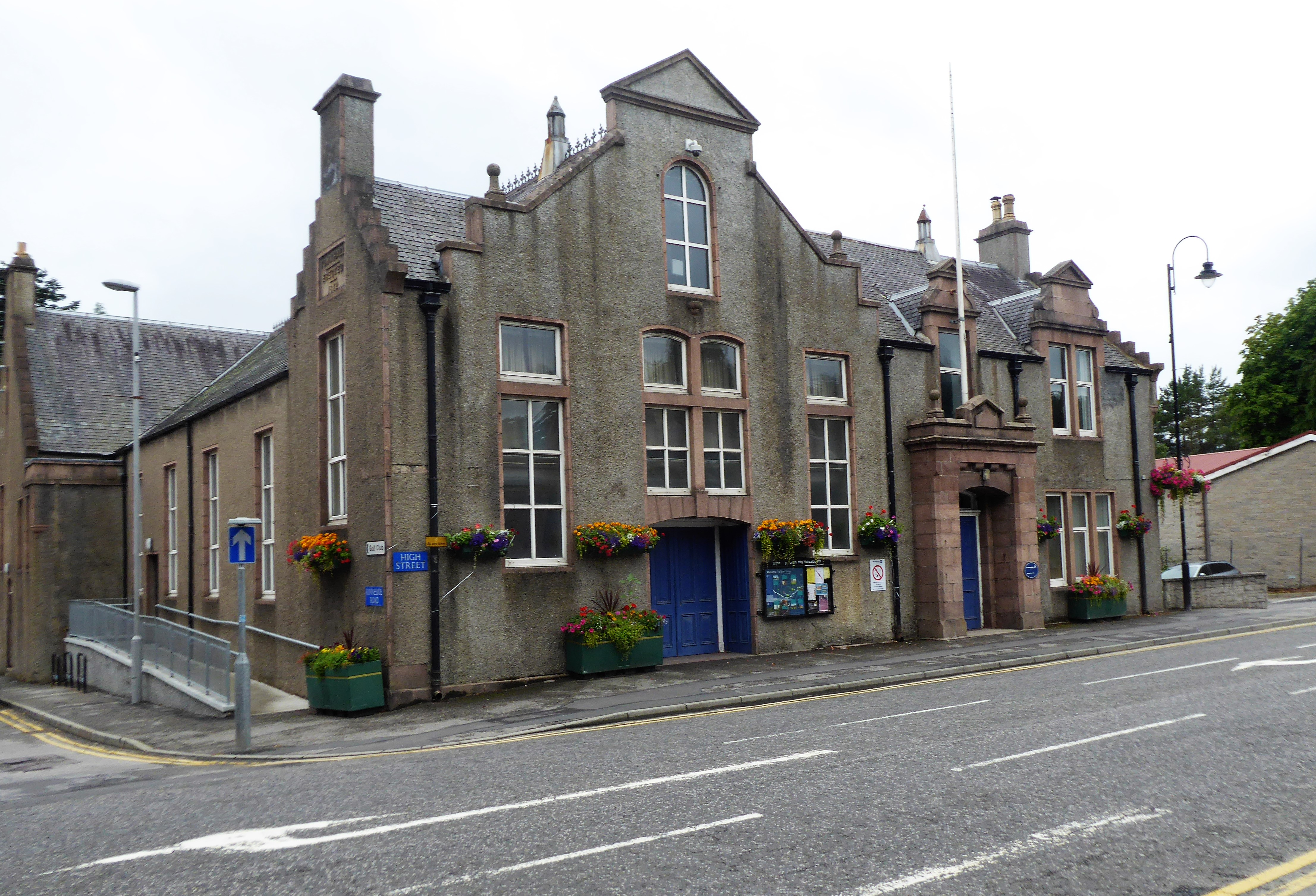
Municipio di Banchory

Banchory è il principale centro abitato dell'area ed ha una High Street. Vi sono hotel, ristoranti e notiziari e dagli anni '70 la città è cresciuta costantemente, più rapidamente dal 2001. Una estesa area forestata, la "collina di Banchory", posseduta dalla famiglia Burnett (proprietari del castello di Crathes) a nord-est della città, è stata sostituita da una estesa zona residenziale. La scuola primaria "Hill of Banchory" fu aperta nel 2006 per far fronte alla crescita della popolazione.
Il municipio di Banchory è stato completato nel 1873 e la Kinneskie Road drill hall (una costruzione militare per le esercitazioni delle parate) è stata completata nel 1908.
A Banchory ha sede la Brewmeister Brewery, produttrice di birra, di cui la più famosa è l'Armageddon.